# Клос, Доминик
Доминик Клос (фр. Dominique Clos; 1821—1908) — французский ботаник.

## Биография
Доминик Клос родился 25 июля 1821 года на территории коммуны Сорез во французском департаменте Тарн. Учился в Тулузском лицее, затем поступил в Парижский университет, где изучал медицину и естественные науки. В 1845 году получил степень доктора медицины, в 1848 — доктора наук. В 1853 году после отставки Альфреда Мокен-Тандона Клос был назначен профессором ботаники в Тулузском университете. В 1889 году ушёл на пенсию. 19 августа 1908 года Доминик Клос скончался.
Клос принимал участие в написании ботанического тома Flora chilena Клода Ге книги Historia física y política de Chile (1845—1854).
Основной гербарий Доминика Клоса хранится в Университете имени Поля Сабатье (Университет Тулузы III) в Тулузе (TL).

## Некоторые научные работы
- Clos, D. (1878). Des stipules et de leur rôle à l’inflorescence et dans la fleur. Mémoires de l’Académie des Sciences, Inscriptions & Belles-Lettre de Toulouse ser. 7. 10: 201—317.

## Роды, названные в честь А. Гриса
- Closia J.Rémy, 1849 [syn.  Perityle Benth., 1844]